# MagicJack
MagicJack — поставщик услуг телефонной связи через Интернет (VoIP) в США и Канаде.

## Описание
Это компьютерное периферийное устройство, которое в сочетании с услугами телефонии от соответствующей корпорации YMAX предоставляет услуги VoIP. В 2011 году компания представила MagicJack Plus, для которого больше не требуется компьютер (но по-прежнему требуется, чтобы у пользователя был интернет-провайдер). Устройство MagicJack работает исключительно с поставщиком стационарной телефонной связи и оператором местной телефонной связи YMAX. Голосовая почта хранится на серверах MagicJack и доставляется посредством озвучивания по телефону и через электронную почту с вложениями аудиофайлов WAV. Загружаемые обновления функций USB-ключа MagicJack также можно получить у сторонних разработчиков программного обеспечения.